# ملیتیک اسید
ملیتیک اسید (به انگلیسی: Mellitic acid) با فرمول شیمیایی C۱۲H۶O۱۲ یک ترکیب شیمیایی با شناسه پاب‌کم ۲۳۳۴ است. که جرم مولی آن ۳۴۲٫۱۶ g/mol می‌باشد. 